# 2005 na televisão brasileira
A seguir há uma lista de eventos relacionados à televisão brasileira em 2005. Os eventos listados incluem estreias, cancelamentos e finais de programas de televisão; lançamento, encerramento e rebrandings de canais; estações locais mudando de afiliação de rede; e informações sobre controvérsias e disputas de carregamento.

## Eventos notáveis

### Janeiro
| Data | Evento                                                                           |
| ---- | -------------------------------------------------------------------------------- |
| 1.º  | A Rede Globo estreia nova identidade visual.                                     |
| 1.º  | O Cartoon Network estreia nova identidade visual.                                |
| 2    | Na Rede Globo, o Globo Rural ganha nova vinheta de abertura e grafismos.         |
| 2    | Na Rede Globo, o Auto Esporte ganha nova vinheta de abertura e grafismos.        |
| 2    | Na Rede Globo, o Fantástico ganha nova vinheta de abertura, cenário e grafismos. |
| 3    | Na Rede Globo, o Globo Cidade ganha nova vinheta de abertura e grafismos.        |
| 7    | Na Rede Globo, o Globo Repórter ganha nova vinheta de abertura e grafismos.      |
| 8    | Na Rede Globo, o Globo Ciência ganha nova vinheta de abertura e grafismos.       |
| 8    | Na Rede Globo, o Globo Ecologia ganha nova vinheta de abertura e grafismos.      |

### Fevereiro
| Data | Evento |
| ---- | --- |
| 4—12 | As emissoras de TV (exceto a Rede Record) realizam a cobertura do Carnaval de 2005, sendo que: - A Rede Globo exibe o Globeleza, com os desfiles das escolas de samba de São Paulo e Rio de Janeiro; - A Band exibe o Band Folia, mostrando o carnaval de Salvador e o Desfile das Campeãs do Rio de Janeiro; - A RedeTV! exibe o Bastidores do Carnaval, com os flashes ao vivo do carnaval do Rio de Janeiro e São Paulo; - A CNT exibe o Carnaval do Povão, com os desfiles das escolas de samba do Grupo de Acesso A do carnaval do Rio de Janeiro. |
| 10   | Na Rede Globo, o Plantão da Globo ganha nova vinheta de abertura e grafismos. |
| 27   | A Rede Globo e a TNT transmitem a 77.ª edição do Óscar. |

### Março
| Data | Evento                                                                         |
| ---- | ------------------------------------------------------------------------------ |
| 9    | No SBT, o Programa do Ratinho ganha novo cenário e vinheta de abertura.        |
| 29   | Na Rede Record, o Jornal da Record ganha nova vinheta de abertura e grafismos. |

### Abril
| Data | Evento |
| ---- | --- |
| 2    | Na Rede Globo, o Caldeirão do Huck ganha nova vinheta de abertura e grafismos. |
| 2    | Emissoras como a Rede Globo, Rede Bandeirantes, RedeTV!, TV Século 21, Rede Vida e TV Canção Nova interrompem a programação para anunciar e noticiar sobre o falecimento do Papa João Paulo II. |
| 3    | Na Rede Globo, A Turma do Didi ganha nova vinheta de abertura e grafismos. |
| 4    | Na Rede Globo, o Mais Você ganha nova vinheta de abertura e grafismos. |
| 4    | Na Rede Globo, o Globo Esporte ganha nova vinheta de abertura e grafismos. |
| 4    | Na Rede Globo, o Vídeo Show ganha nova vinheta de abertura e grafismos. |
| 4    | Na Rede Globo, o Vale a Pena Ver de Novo ganha nova vinheta de abertura e grafismos. |
| 4    | Na Rede Globo, a Tela Quente ganha nova vinheta de abertura e grafismos. |
| 4    | Na Rede Globo, o Programa do Jô ganha nova vinheta de abertura e grafismos. |
| 4    | Na Rede Globo, o Intercine Brasil ganha nova vinheta de abertura e grafismos. |
| 5    | Na Rede Globo, o Intercine ganha nova vinheta de abertura e grafismos. |
| 7    | Na Rede Globo, o Linha Direta ganha novo cenário, vinheta de abertura e grafismos. |
| 8    | A Rede Globo, Rede Bandeirantes, RedeTV!, TV Cultura, TV Século 21, Rede Vida e TV Canção Nova transmitem o funeral do Papa João Paulo II.                                                      |
| 9    | Na Rede Globo, o Caldeirão do Huck ganha nova vinheta de abertura e grafismos. |
| 9    | Na Rede Globo, o Supercine ganha nova vinheta de abertura e grafismos. |
| 9    | Na Rede Globo, o Altas Horas ganha nova vinheta de abertura e grafismos. |
| 10   | Na Rede Globo, o Esporte Espetacular ganha nova vinheta de abertura e grafismos. |
| 10   | Na Rede Globo, o Domingo Maior ganha nova vinheta de abertura e grafismos. |
| 10   | Na Rede Globo, a Sessão de Gala ganha nova vinheta de abertura e grafismos. |
| 11   | Na Rede Globo, o Intercine Brasil ganha nova vinheta de abertura e grafismos. |
| 14   | A Rede Bandeirantes exibe a 51.ª edição do Miss Brasil. |
| 17   | Na Rede Record, o Domingo Espetacular ganha nova vinheta de abertura e grafismos. |
| 19   | A Rede Globo, Rede Bandeirantes, RedeTV!, TV Cultura, TV Século 21, Rede Vida e TV Canção Nova interrompem a programação para exibir o conclave e a eleição do Papa Bento XVI.                  |
| 25   | Na Rede Globo, o Praça TV ganha novo cenário, trilha sonora vinheta de abertura e gráficos. |
| 25   | Na Rede Globo, o Jornal Nacional estreia novo pacote gráfico e cenário e as mudanças tecnológicas do cenário com a bancada.                                                                     |

### Maio
| Data | Evento |
| ---- | --- |
| 11   | Na Rede Globo, Ana Paula Padrão deixa o comando do Jornal da Globo, sendo substituída interinamente por Chico Pinheiro. |
| 30   | Na Rede Globo, William Waack e Christiane Pelajo assumem a apresentação do Jornal da Globo, substituindo Ana Paula Padrão. O telejornal também estreia novo cenário, vinheta de abertura, trilhas sonoras e pacotes gráficos. |

### Junho
| Data  | Evento                                                                                          |
| ----- | ----------------------------------------------------------------------------------------------- |
| 5     | Na Rede Record, o Domingo Espetacular ganha nova vinheta de abertura e grafismos.               |
| 13    | Na Rede Record, o Jornal da Record ganha nova vinheta de abertura e grafismos.                  |
| 15–29 | A Rede Globo, TV Cultura, SporTV e BandSports transmitem a Copa das Confederações FIFA de 2005. |

### Julho
| Data | Evento                                                                              |
| ---- | ----------------------------------------------------------------------------------- |
| 29   | No SBT, Jéssica Esteves e Kauê Santin deixam a apresentação do Bom Dia & Companhia. |
| 31   | O SBT exibe a 45.ª edição do Troféu Imprensa.                                       |

### Agosto
| Data | Evento |
| ---- | --- |
| 1.º  | No SBT, Priscilla Alcântara, Yudi Tamashiro e Ítala Matiuzzo assumem a apresentação do Bom Dia & Companhia. |
| 6–7  | A Rede Globo e a Unesco exibe a 20.ª edição do Criança Esperança.                                           |

### Setembro
| Data | Evento                                                                                      |
| ---- | ------------------------------------------------------------------------------------------- |
| 26   | A Rede Bandeirantes estreia nova identidade visual.                                         |
| 26   | Na Rede Bandeirantes, o Jornal da Band ganha novo cenário, vinheta de abertura e grafismos. |

### Outubro
| Data  | Evento                                                 |
| ----- | ------------------------------------------------------ |
| 29–30 | O SBT promove a 8.ª edição do Teleton em prol da AACD. |

### Novembro
| Data | Evento |
| ---- | --- |
| 3    | O SBT transmite a 6.ª edição do Grammy Latino. |
| 14   | A Rede Record estreia sua nova identidade visual. |
| 15   | A RedeTV! tem o sinal cortado e fica 25 horas fora do ar após o descumprimento de decisão judicial em relação ao conteúdo das pegadinhas exibidas no Tarde Quente, que levaram a suspensão de sua transmissão sob a acusação de incitação a homofobia e desrespeito aos direitos humanos. A medida ocorreu coincidentemente no dia em que a emissora completava 6 anos. |

### Dezembro
| Data | Evento |
| ---- | --- |
| 27   | Na Rede Globo, o Vídeo Show Retrô ganha novas vinhetas de abertura e gráficos.                                         |
| 28   | Na Rede Record, Boris Casoy deixa a bancada do Jornal da Record, sendo substituído interinamente por Heleine Heringer. |
| 31   | A Rede Globo e a TV Gazeta transmitem a 81.ª edição da Corrida de São Silvestre.                                       |

## Programas

### Janeiro
- 3 de janeiro — Reestreia A Usurpadora no SBT.
- 7 de janeiro — Termina Maria do Bairro no SBT.
- 10 de janeiro — Estreia da 5.ª temporada do Big Brother Brasil na Rede Globo.
- 11 de janeiro
  - Estreia Balela MTV na MTV Brasil.
  - Estreia Hoje É Dia de Maria na Rede Globo.
- 14 de janeiro — Termina a 11.ª temporada de Malhação na Rede Globo.
- 16 de janeiro — Termina O Pequeno Alquimista na Rede Globo.
- 17 de janeiro — Termina a 12.ª temporada de Malhação na Rede Globo.
- 21 de janeiro — Termina Hoje É Dia de Maria na Rede Globo.
- 25 de janeiro — Estreia Mad Maria na Rede Globo.

### Fevereiro
- 12 de fevereiro — Termina Alegrifes e Rabujos no SBT.
- 14 de fevereiro — Estreia Rubi no SBT.
- 25 de fevereiro — Termina Deus Nos Acuda no Vale a Pena Ver de Novo na Rede Globo.
- 28 de fevereiro
  - Reestreia Laços de Família no Vale a Pena Ver de Novo na Rede Globo.
  - Estreia RedeTV! Esporte na RedeTV!.

### Março
- 5 de março — Estreia Os Amigos Vegetais na Rede Record.
- 7 de março — Estreia Sobe Som na MTV Brasil.
- 8 de março — Estreia Covernation na MTV Brasil.
- 9 de março — Estreia Beija Sapo na MTV Brasil.
- 11 de março — Termina Senhora do Destino na Rede Globo.
- 14 de março
  - Estreia Bem Família na Rede Bandeirantes.
  - Estreia América na Rede Globo.
- 15 de março — Estreia Total Massacration na MTV Brasil.
- 21 de março — Estreia SBT Notícias Breves no SBT.
- 25 de março — Termina Mad Maria na Rede Globo.
- 29 de março — Termina a 5.ª temporada do Big Brother Brasil na Rede Globo.
- 31 de março — Estreia Programa Silvia Poppovic na TV Cultura.

### Abril
- 1.º de abril — Termina Na Pressão na Rede Bandeirantes.
- 3 de abril — Estreia Mano a Mano na RedeTV!.
- 4 de abril
  - Estreia Globo Notícia na Rede Globo.
  - Estreia TV Xuxa na Rede Globo.
  - Estreia da 5.ª temporada do Sítio do Picapau Amarelo na Rede Globo.
  - Estreia Floribella na Rede Bandeirantes.
- 7 de abril — Estreia da 5.ª temporada de A Grande Família na Rede Globo.
- 9 de abril — Termina Chiquititas no SBT.
- 15 de abril — Termina Começar de Novo na Rede Globo.
- 18 de abril — Estreia A Lua me Disse na Rede Globo.
- 26 de abril — A Rede Globo exibe o Especial Globo 40 Anos.
- 29 de abril — Termina A Escrava Isaura na Rede Record.

### Maio
- 2 de maio
  - Estreia Hora de Brincar na Rede Vida.
  - Estreia Essas Mulheres na Rede Record.
- 3 de maio — Estreia De Fininho na TV Cultura.
- 7 de maio — Termina Edição de Sábado na TV Cultura.
- 13 de maio — Termina Rubi no SBT.
- 14 de maio — Estreia The Nadas MTV na MTV Brasil.
- 16 de maio — Estreia A Madrasta no SBT.
- 27 de maio — Estreia Qual É, Bicho? na TV Cultura.

### Junho
- 3 de junho — Termina Cidade Alerta na Rede Record.
- 10 de junho — Estreia Carandiru, Outras Histórias na Rede Globo.
- 17 de junho — Termina Como uma Onda na Rede Globo.
- 19 de junho — Termina Mano a Mano na RedeTV!.
- 20 de junho
  - Estreia Alma Gêmea na Rede Globo.
  - Estreia Family Feud no SBT.

### Julho
- 1.º de julho — Termina Sabor e Saúde na RedeTV!.
- 5 de julho — Estreia Sr. Brasil na TV Cultura.
- 16 de julho — Estreia da 4.ª temporada de Fama na Rede Globo.
- 18 de julho — Estreia Os Ricos Também Choram no SBT.
- 19 de julho — Termina Esmeralda no SBT.

### Agosto
- 5 de agosto — Termina SBT Notícias Breves no SBT.
- 7 de agosto — Estreia Tudo é Possível na Rede Record.
- 12 de agosto — Termina Carandiru, Outras Histórias na Rede Globo.
- 15 de agosto
  - Estreia Rebelde no SBT.
  - Estreia SBT Brasil no SBT.
- 19 de agosto
  - Termina Note e Anote na Rede Record.
  - Termina Repórter Cidadão na RedeTV!
- 20 de agosto — Termina Jornal da TV! na RedeTV!.
- 22 de agosto
  - Estreia Hoje em Dia na Rede Record.
  - Reestreia Encontro Marcado na RedeTV!.
  - Estreia RedeTV! News na RedeTV!.
- 23 de agosto — Estreia Fudêncio e Seus Amigos na MTV Brasil.
- 29 de agosto — Estreia Vídeo Adrenalina na RedeTV!.

### Setembro
- 17 de setembro
  - Estreia Ressoar na Rede Record.
  - Termina a 4.ª temporada de Fama na Rede Globo.
- 19 de setembro — Estreia SBT Manhã no SBT.
- 23 de setembro
  - Termina Dia Dia na Rede Bandeirantes.
  - Termina Melhor da Tarde na Rede Bandeirantes.
  - Termina Laços de Família no Vale a Pena Ver de Novo na Rede Globo.
- 26 de setembro
  - Reestreia Força de um Desejo no Vale a Pena Ver de Novo na Rede Globo.
  - Estreia Pra Valer na Rede Bandeirantes.
- 30 de setembro — Termina A Lua me Disse na Rede Globo.

### Outubro
- 3 de outubro
  - Estreia Tecendo o Saber na Rede Globo.
  - Estreia Bang Bang na Rede Globo.
- 11 de outubro — Estreia Hoje É Dia de Maria: Segunda Jornada na Rede Globo.
- 15 de outubro — Termina Hoje É Dia de Maria: Segunda Jornada na Rede Globo.
- 21 de outubro — Termina Essas Mulheres na Rede Record.
- 24 de outubro
  - Termina Tarde Quente na RedeTV!.
  - Estreia Prova de Amor na Rede Record.
- 28 de outubro — Termina A Madrasta no SBT.
- 30 de outubro
  - Reestreia Todos contra Um no SBT.
  - Estreia Mandrake na HBO Brasil.

### Novembro
- 4 de novembro — Termina América na Rede Globo.
- 5 de novembro — Estreia O Melhor do Brasil na Rede Record.
- 6 de novembro — Estreia Programa Raul Gil na Rede Bandeirantes.
- 7 de novembro — Estreia Belíssima na Rede Globo.
- 14 de novembro — Estreia Praça Record na Rede Record.
- 18 de novembro
  - Estreia Cilada no Multishow.
  - Estreia da 4.ª temporada de Cidade dos Homens na Rede Globo.
- 21 de novembro — Termina Eu Vi na TV na RedeTV!.
- 24 de novembro — Termina The Nadas MTV na MTV Brasil.
- 27 de novembro — Termina Todos contra Um no SBT.

### Dezembro
- 3 de dezembro — Estreia Vídeo Gol na Rede Record.
- 9 de dezembro
  - Termina Jogo da Vida na Rede Bandeirantes.
  - Estreia Chapa Coco na MTV Brasil.
- 11 de dezembro — Estreia Casamento à Moda Antiga no SBT.
- 12 de dezembro — Estreia Direitos de Resposta na RedeTV!.
- 16 de dezembro — Termina a 4.ª temporada de Cidade dos Homens na Rede Globo.
- 18 de dezembro — Estreia Clara e o Chuveiro do Tempo na Rede Globo.
- 21 de dezembro — A Rede Globo exibe o Roberto Carlos Especial.
- 22 de dezembro
  - Termina a 5.ª temporada de A Grande Família na Rede Globo.
  - A Rede Globo exibe o especial Correndo Atrás.
- 23 de dezembro — A Rede Globo exibe o especial Levando a Vida.
- 24 de dezembro — Termina Amp MTV na MTV Brasil.
- 25 de dezembro
  - A Rede Bandeirantes exibe o Especial Floribella.
  - A RedeTV! exibe a Retrospectiva Esporte 2005.
  - Termina Balela MTV na MTV Brasil.
- 27 de dezembro
  - Termina Qual É, Bicho? na TV Cultura.
  - A Rede Globo exibe o especial Os Amadores.
  - A Rede Globo exibe o Vídeo Show Retrô 2005.
- 28 de dezembro — Termina Gordo a Go-Go na MTV Brasil.
- 29 de dezembro
  - Termina Tecendo o Saber na Rede Globo.
  - A Rede Globo exibe o especial Quem Vai Ficar com Mário?.
- 30 de dezembro
  - Termina Sobe Som na MTV Brasil.
  - Termina a 5.ª temporada do Sítio do Picapau Amarelo na Rede Globo.
  - Termina Central MTV na MTV Brasil.
  - A Rede Globo exibe a sua Retrospectiva 2005.
- 31 de dezembro — A Rede Globo exibe o Show da Virada.

## Emissoras

### Fundações
| Data            | Emissora             | Cidade, UF                         | Notas | Ref.                |
| --------------- | -------------------- | ---------------------------------- | --- | ------------------- |
| 16 de março     | Discovery Science    | São Paulo, SP                      | Canais de televisão por assinatura voltados respectivamente para ciência e automóveis, programados pela Discovery Networks Latin America                      | [carece de fontes?] |
| 16 de março     | Discovery Turbo      | São Paulo, SP                      | Canais de televisão por assinatura voltados respectivamente para ciência e automóveis, programados pela Discovery Networks Latin America                      | [carece de fontes?] |
| 23 de março     | Terraviva            | São Paulo, SP                      | Canal de televisão com sinal via satélite voltado para o agronegócio, operado pelo Grupo Bandeirantes de Comunicação                                          | [carece de fontes?] |
| 31 de março     | ForMan               | Rio de Janeiro, RJ                 | Canal de televisão por assinatura voltado para o público gay, programado pela Playboy do Brasil                                                               | [ 3 ]               |
| 1.º de maio     | FX                   | São Paulo, SP                      | Canal de televisão por assinatura voltado para o público masculino, programado pela Fox International Channels Latin America                                  | [carece de fontes?] |
| 1.º de junho    | Cine Brasil TV       | Rio de Janeiro, RJ                 | Canal de televisão via satélite voltado para produções nacionais, pertencente ao ConceitoAudiovisual                                                          | [carece de fontes?] |
| 30 de junho     | MTV Hits             | São Paulo, SP                      | Canal de televisão por assinatura voltado para exibição de videoclipes, programado pela MTV Networks Latin America                                            | [carece de fontes?] |
| 1.º de julho    | Fox Life             | São Paulo, SP                      | Canal de televisão por assinatura do gênero variedades, programado pela Fox International Channels Latin America                                              | [carece de fontes?] |
| 31 de julho     | Animax               | São Paulo, SP                      | Canal de televisão por assinatura voltado para a exibição de animes, programado pela Sony Pictures Television, sendo distribuída pela HBO Latin America Group | [carece de fontes?] |
| 1.º de agosto   | TV Unifor            | Fortaleza, Ceará                   | Canal de televisão mantida pela Universidade de Fortaleza, afiliada ao Canal Futura                                                                           | [carece de fontes?] |
| 14 de agosto    | Estação TV           | Recife, Pernambuco                 | Emissora de televisão pertencente a Rede Brasil de Comunicação, sendo afiliada à Rede STV                                                                     | [carece de fontes?] |
| 22 de agosto    | TV Ara               | Araraquara, São Paulo              | Emissora de televisão mantida pela Fundação Educativa e Cultural Julius August Marischen, sendo afiliada à Rede STV                                           | [carece de fontes?] |
| 5 de setembro   | TV Anhanguera Palmas | Palmas, Tocantins                  | Emissora da Rede Anhanguera e a primeira instalada no estado do Tocantins, afiliada à TV Globo                                                                | [carece de fontes?] |
| 8 de setembro   | TV Aparecida         | Aparecida, São Paulo               | Rede de televisão aberta com conteúdo religioso e de variedades mantida pela Fundação Nossa Senhora Aparecida                                                 | [carece de fontes?] |
| 20 de novembro  | TV da Gente          | Pacajus, Ceará                     | Emissora de televisão aberta voltado para o público negro pertencente à Fundação Educativa Eduardo Sá                                                         | [ 4 ]               |
| 21 de novembro  | VH1 Brasil           | São Paulo, SP                      | Canal de televisão por assinatura voltado ao gênero musical, programado pela MTV Networks Latin America                                                       | [ 5 ]               |
| 26 de novembro  | Multi TV             | Natal, Rio Grande do Norte         | Emissora de televisão de propriedade do empresário Paulo Vasconcelos de Paula, sendo afiliada à RedeTV!                                                       | [carece de fontes?] |
| 1.º de dezembro | RedeTV! ES           | Vitória, Espírito Santo            | Emissora de televisão de propriedade do empresário Idalecio Carone Netto                                                                                      | [carece de fontes?] |
| 12 de dezembro  | TV Vitória           | Vitória de Santo Antão, Pernambuco | Emissora de televisão mantida pela Fundação Josefa Álvares, sendo afiliada da TV Cultura                                                                      | [carece de fontes?] |
| 25 de dezembro  | RCC TV               | Goiânia, Goiás                     | Emissora de televisão pertencente à Fundação Ministério Comunidade Cristã                                                                                     | [carece de fontes?] |

### Extinções
| Data        | Emissora   | Cidade, UF    | Notas                               | Ref.                |
| ----------- | ---------- | ------------- | ----------------------------------- | ------------------- |
| 31 de julho | Locomotion | São Paulo, SP | O canal foi substituído pelo Animax | [carece de fontes?] |

### Rebrandings
| Data          | Emissora | Cidade, UF    | Notas                    | Ref.                |
| ------------- | -------- | ------------- | ------------------------ | ------------------- |
| 21 de janeiro | CBI      | São Paulo, SP | Passa a se chamar Mix TV | [carece de fontes?] |

## Nascimentos
| Data           | Nome                | Notas | Ref.                |
| -------------- | ------------------- | --- | ------------------- |
| 18 de janeiro  | Geytsa Garcia       | Atriz. Seu principal trabalho na televisão foi na telenovela Meu Pedacinho de Chão                                    | [carece de fontes?] |
| 22 de janeiro  | Gi Fernandes        | Atriz, cantora e dançarina. Trabalhos notáveis incluem Os Outros, Justiça 2 e Mania de Você                           | [carece de fontes?] |
| 29 de janeiro  | Juliana Louise      | Atriz, cantora e compositora. Trabalhos notáveis incluem Totalmente Demais e Valentins                                | [carece de fontes?] |
| 8 de maio      | Letícia Braga       | Atriz. Trabalhos notáveis incluem Dona Xepa, A Regra do Jogo, Detetives do Prédio Azul e Os Dias Eram Assim           | [carece de fontes?] |
| 5 de junho     | Mell Muzzillo       | Atriz. Seu principal trabalho na televisão foi na telenovela Renascer                                                 | [carece de fontes?] |
| 22 de junho    | Anna Fontanela      | Atriz e modelo. Seu principal trabalho na televisão foi na telenovela As Aventuras de Poliana                         | [carece de fontes?] |
| 23 de junho    | Lívia Silva         | Atriz. Trabalhos notáveis incluem Sessão de Terapia e Renascer                                                        | [carece de fontes?] |
| 3 de julho     | Enzo Krieger        | Ator. Seu principal trabalho na televisão foi na telenovela Poliana Moça                                              | [carece de fontes?] |
| 30 de agosto   | Sophia Valverde     | Atriz. Trabalhos notáveis incluem Chiquititas, Cúmplices de um Resgate, As Aventuras de Poliana e Poliana Moça        | [carece de fontes?] |
| 23 de setembro | Pedro Motta         | Ator. Trabalhos notáveis incluem Detetives do Prédio Azul e Turma da Mônica - A Série                                 | [carece de fontes?] |
| 24 de setembro | Isabelle Ribas      | Atriz. Trabalhos notáveis incluem Plano Alto e Me Chama de Bruna                                                      | [carece de fontes?] |
| 20 de outubro  | Isabella Koppel     | Atriz, cantora e dubladora. Trabalhos notáveis incluem Totalmente Demais, Os Dias Eram Assim e Apocalipse             | [carece de fontes?] |
| 23 de outubro  | Luiz Eduardo Toledo | Ator. Trabalhos notáveis incluem Os Dez Mandamentos, Belaventura, Apocalipse, Jesus, A Dona do Pedaço, Gênesis e Reis | [carece de fontes?] |
| 26 de dezembro | Rafa Gomes          | Cantora e atriz. Participou da primeira temporada do The Voice Kids                                                   | [carece de fontes?] |

## Mortes
| Data            | Nome                    | Idade        | Notas | Ref.   |
| --------------- | ----------------------- | ------------ | --- | ------ |
| 28 de fevereiro | Antônio Carlos Pires    | 78 (n. 1927) | Ator e humorista. Trabalhos notáveis incluem Satiricom, Planeta dos Homens, Chico Anysio Show e Escolinha do Professor Raimundo | [ 6 ]  |
| 5 de março      | Agnes Fontoura          | 76 (n. 1928) | Atriz. Trabalhos notáveis incluem Véu de Noiva, Rosa Rebelde, Assim na Terra como no Céu, Selva de Pedra, Dona Xepa, Chega Mais, Viver a Vida, Sonho Meu e Explode Coração | [ 7 ]  |
| 4 de abril      | Laerte Morrone          | 72 (n. 1932) | Ator. Trabalhos notáveis incluem Vila Sésamo, Marron Glacé, Plumas e Paetês, Elas por Elas, Pão Pão, Beijo Beijo, A Gata Comeu, Sassaricando, Bronco, Que Rei Sou Eu?, Gente Fina, Brasileiras e Brasileiros, Tocaia Grande e Os Ossos do Barão | [ 8 ]  |
| 10 de março     | Zilka Salaberry         | 87 (n. 1917) | Atriz. Trabalhos notáveis incluem A Morta sem Espelho, O Acusador, Sonho de Amor, Vitória, Rosinha do Sobrado, Comédia Carioca, A Última Valsa, Véu de Noiva, Irmãos Coragem, O Bem-Amado, Sítio do Picapau Amarelo, Vale Tudo e Que Rei Sou Eu? | [ 9 ]  |
| 13 de agosto    | Francisco Milani        | 68 (n. 1936) | Ator, dublador, humorista, diretor e politico. Trabalhos notáveis incluem O Homem que Deve Morrer, Selva de Pedra, Cavalo de Aço, Final Feliz, Escolinha do Professor Raimundo, Barriga de Aluguel, Vamp, Cara & Coroa e Zorra Total | [ 10 ] |
| 16 de agosto    | Cláudio Corrêa e Castro | 77 (n. 1928) | Ator. Trabalhos notáveis incluem A Muralha, Mulheres de Areia, O Profeta, Dancin' Days, Cabocla, Chega Mais, Jogo da Vida, Eu Prometo, Champagne, Transas e Caretas, Caso Verdade, A Gata Comeu, Anos Dourados, Cambalacho, Sinhá Moça, O Primo Basílio, Vale Tudo, Tieta, O Dono do Mundo, A Viagem, O Rei do Gado, Força de um Desejo, O Cravo e a Rosa, Chocolate com Pimenta, Senhora do Destino | [ 11 ] |
| 27 de setembro  | Ronald Golias           | 76 (n. 1929) | Ator e humorista. Trabalhos notáveis incluem Praça da Alegria, Ceará Contra 007, Mãos ao Ar, Família Trapo, Bronco Total, Superbronco, Praça Brasil, Bronco, A Praça É Nossa, A Escolinha do Golias, Meu Cunhado e Romeu e Julieta | [ 12 ] |
| 27 de dezembro  | Jacinto Figueira Júnior | 78 (n. 1927) | Apresentador. Fez suas passagens pela TV Cultura, Rede Globo, Rede Record, Rede Bandeirantes e SBT, esta última emissora no qual onde fez passagem no Aqui Agora | [ 13 ] |